# Gregor Hiltner
Gregor Hiltner (* 18. Januar 1950 in Nürnberg als Franz-Peter Hiltner) ist ein deutscher Bildender Künstler.

## Leben und Wirken

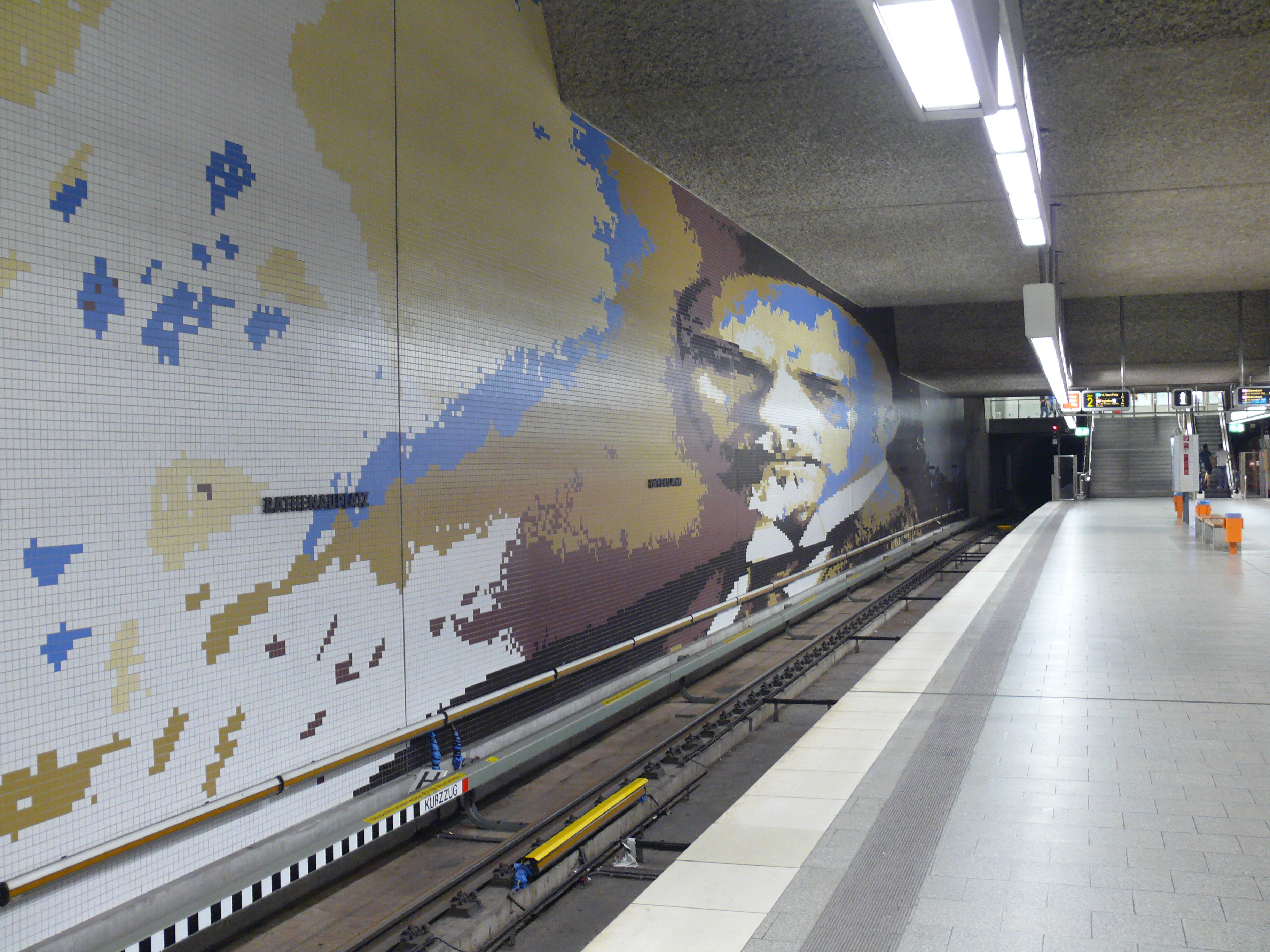
Großkunstwerke Walther Rathenau

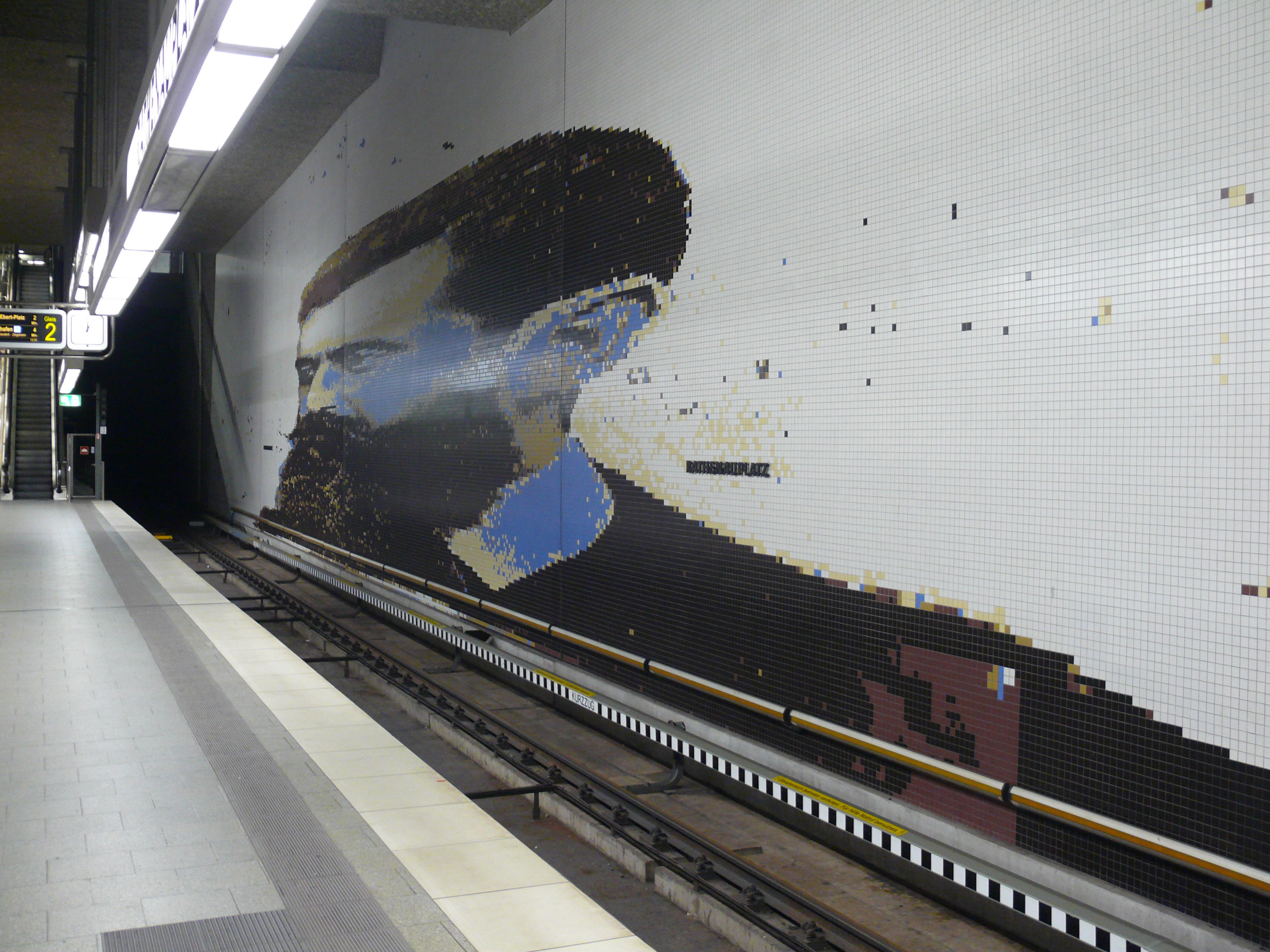
Und Theodor Herzl als Fliesenmosaik im Nürnberger U-Bahnhof Rathenauplatz (1990)

Franz Gregor Hiltner studierte von 1970 bis 1978 an der Akademie der Bildenden Künste München bei Karl Fred Dahmen sowie an der Akademie der Bildenden Künste Nürnberg als Meisterschüler bei Ernst Weil.
Seinen Ruf- und Künstlernamen Gregor Hiltner erwarb er sich während des Studiums als Tresenwesen in der Nürnberger Künstlerkneipe Gregor Samsa.
Studienreisen führten ihn beispielsweise 1975–1976 zu einem vierzehnmonatigen Aufenthalt in den Nahen Osten (Syrien, Jordanien, Israel), 1979 für sechs Monate nach Polynesien und Mikronesien, 1980/81 mit einem Stipendium des Deutschen Akademischen Austauschdienstes (DAAD) nach London, 1983 nach Brasilien, aber auch in die Toskana, nach Kanada sowie in die USA.
Neben großformatigen Werken des Abstrahismus und über hundert weltweiten Ausstellungen entstanden auch Großkunstwerke wie beispielsweise 1990 die Gestaltung des U-Bahnhofs Rathenauplatz sowie 1996 das längste Bild Deutschlands (220 × 2 Meter) in der EuromedClinic, Fürth, mit 400 m² begehbarer Fläche.

## Sonstige Werke
Gregor Hiltner erstellte mehrere Film- und Video-Produktionen, einige umfangreich bebilderte CD-Produktionen, einen multimedialen Kalender sowie ein Kinderbuch.

## Auszeichnungen
- 1982: Lisa- und David-Lauber-Preis, Nürnberg
- 1998: Bruno Schnell – Verlegerpreis der Nürnberger Nachrichten